# HMS Manchester (D95)
Pour les autres navires du même nom, voir HMS Manchester.
Le HMS Manchester est un destroyer de type 42 de la Royal Navy.

## Histoire
Le HMS Manchester est mis en service en 1983 ; la moitié de son équipage est des survivants du Sheffield et du Coventry. Le premier déploiement opérationnel du Manchester est aux îles Falkland en 1983 et 1984. Au milieu des années 1980, il participe à la tournée Global 86 de la Royal Navy, où un groupe, dirigé par le HMS Illustrious, est détaché pour une croisière autour du monde et une série de visites portuaires.
Le destroyer rejoint la 5e escadre (en). En 1988, il est affecté à la patrouille Armilla, en compagnie des frégates Jupiter (qui retourne au Royaume-Uni pour des problèmes mécaniques) et du Beaver. Lors de ce déploiement, le navire accueille Margaret Thatcher, le Premier ministre britannique, qui fait une visite éclair à la suite de sa tournée en Inde. C'est la fin de la guerre entre l'Iran et l'Irak et la destruction du vol 655 Iran Air par un tir de missiles provenant du croiseur américain USS Vincennes dans la matinée du 4 juillet 1988.
En 1991, pendant la guerre du Golfe, il prend part à de nombreuses opérations dans le golfe Persique, visant principalement à faire respecter le blocus commercial imposé à l'Irak pendant l'invasion du Koweït par Saddam Hussein.
En 2000, le Manchester est déployé dans l'Atlantique nord.
En 2004, Manchester intègre le Fleet Ready Escort (FRE). En septembre, il quitte Portsmouth pour prendre part à l'exercice Destiny Glory O4, un grand exercice de l'OTAN en Méditerranée, dans le cadre d'une force opérationnelle navale de la RN composée du Invincible, Southampton et du RFA Fort George. Pendant le déploiement, il va dans un certain nombre de ports en Méditerranée.
À l'automne 2005, il est à nouveau dans une force opérationnelle de l'OTAN en Méditerranée. Pendant le déploiement de quatre mois, il est employé dans la lutte contre le terrorisme aux côtés d'autres navires européens et américains.
Du 27 au 30 juillet 2009, le Manchester est aux Bermudes pour célébrer le 400e anniversaire du territoire britannique d'outre-mer. L'équipage prend part à une reconstitution historique de la démolition du voilier Sea Venture le 28 juillet 1609, qui était en cours de route comme navire de ravitaillement des colons britanniques en Virginie à l'époque. Au cours de cette tournée, il visite également les îles Falkland, le Brésil et la Colombie et passe du temps au Cap-Vert pour l'entraînement contre le trafic de stupéfiants avec les garde-côtes locaux. Cependant, à son retour en Grande-Bretagne, une jeune personne aurait tenté de faire passer 12 kilogrammes de cocaïne dans des sacs dans ses quartiers personnels.
En 2010, le Manchester est dans un déploiement de sept mois dans la mer des Caraïbes, principalement dans des opérations de lutte contre la drogue et l'affichage de la sécurité dans les territoires britanniques d'outre-mer de la région. Le 15 novembre 2010, il est le premier navire britannique à se rendre à La Havane depuis le Bigbury Bay en 1957. Ses officiers discutent de la coopération avec la marine cubaine sur la lutte contre le trafic de drogues et les opérations de secours en cas de catastrophe dans la région. La visite de Manchester à Cuba peut être considérée au moment du dégel des relations américano-cubaines. Fini en décembre 2010, son déploiement dans les Caraïbes fait l'objet d'une série documentaire Channel 5 intitulée Royal Navy Caribbean Patrol diffusée à partir du 7 février 2011.
Le 2 février 2011, le Manchester vient à Liverpool, en Angleterre, car la ville est la plus proche de Manchester, la ville de son affiliation. L'équipage organise une réception civique à bord avant de défiler à travers la ville. Le 21 février 2011, le Manchester arrive dans son port d'attache de la HMNB Portsmouth où il est désarmé le 24 février 2011.